# NCT Wish
NCT Wish (jap.エヌシーティー·ウィッシュ) – japoński boysband i ostatnia podgrupa południowokoreańskiego boysbandu NCT, utworzona i zarządzana przez SM Entertainment oraz Avex Trax, z reżyserem SM i solistką BoA jako producentką. Grupa składa się z sześciu członków: Sion, Riku, Yushi, Jaehee, Ryo i Sakuya. 8 października 2023 roku wydali singiel „Hands Up”, przed zaplanowanym debiutem w 2024 roku. Grupa oficjalnie zadebiutowała 21 lutego 2024 roku, wydając singiel jednocześnie w Korei Południowej i Japonii.

## Nazwa
17 stycznia 2024 roku ogłoszono, że oficjalna nazwa podjednostki NCT z siedzibą w Tokio, międzynarodowego boysbandu, który będzie aktywnie promował się w Japonii, to NCT Wish. Nazwa „NCT Wish” łączy akronim Neo Culture Technology z słowem „Wish” z hasła „WISH for Our WISH”, które oznacza ambicję wspierania marzeń i życzeń każdego oraz realizowanie ich wspólnie poprzez muzykę i miłość.

## Historia zespołu

### 2019–2023: Plany, formacja i nowy zespół NCT
Przed debiutem grupy Yushi został po raz pierwszy zaprezentowany jako członek japońskiego boysbandu Edamame Beans w wieku 11 lat, ale krótko po tym opuścił zespół przed jego debiutem w tym samym roku. Yushi po raz pierwszy wziął udział w castingu do SM Entertainment w czwartej klasie szkoły podstawowej i został przyjęty na stażystę w szóstej klasie. Później przyjechał do Korei w szóstej klasie i trenował przez około 7 lat, zanim dołączył do programu survivalowego. Riku w październiku 2021 roku wystąpił w reklamie dla kosmetyków swojej kuzynki Ai Takahashi, marki Aimmx. Riku został zauważony podczas castingu SM Global Audition 2022 i był stażystą przez około rok przed dołączeniem do programu survivalowego. Sion został zauważony poprzez na Instagramie i trenował przez 4 lata przed dołączeniem do programu survivalowego. Ryo został po raz pierwszy zauważony przez SM Entertainment podczas koncertu NCT 127. W styczniu 2023 roku Jaehee został zauważony przez SM Entertainment.
W styczniu 2016 roku założyciel SM Entertainment i producent Lee Soo-man ogłosił plany utworzenia nowego boysbandu NCT, który miałby mieć różne podgrupy bazujące w miastach na całym świecie. 20 czerwca 2019 roku producent SM Chris Lee ogłosił podczas prezentacji, że NCT będzie kontynuować debiuty międzynarodowych podgrup, wspominając, że firma pracuje nad stworzeniem japońskiej jednostki. o zostało potwierdzone w wywiadzie dla Billboard następnego dnia, gdzie potwierdzono, że podgrupa będzie zarządzana przez Avex Trax i SM Japan.
1 grudnia 2022 roku SM Entertainment potwierdziło plany utworzenia japońskiej podgrupy z siedzibą w Tokio, po otwarciu ich oddziału w Azji Południowo-Wschodniej. W ramach strategii na 2023 rok firma ujawniła, że następna podgrupa NCT, roboczo nazwana „NCT Tokyo”, zadebiutuje w trzecim kwartale roku. 24 lutego SM ogłosiło, że NCT Tokyo będzie ostatnią podjednostką grupy.
23 maja 2023 roku SM Entertainment ogłosiło, że dwóch przyszłych SM Rookies będzie częścią składu nowej podgrupy, a pozostali członkowie zostaną wybrani za pomocą programu survivalowego. 28 czerwca ujawniono, że debiutantami są Yushi i Sion; dwa dni później SM potwierdziło, że emisja programu survivalowego NCT Universe: Lastart rozpocznie się 27 lipca. Oficjalny skład grupy, która teraz nazywa się „NCT New Team”, został ujawniony podczas finałowego odcinka: Sion, Riku, Yushi, Jungmin, Daeyoung, Ryo, Sakuya. Grupa wystąpiła jako support dla reszty NCT podczas ich japońskich koncertów NCT Nation: To The World na Yanmar Stadium Nagai w Osace od 9 do 10 września oraz na Ajinomoto Stadium w Tokio od 16 do 17 września. Nowa jednostka NCT rozpoczęła później trasę przeddebiutową, która rozpoczęła się 8 października i obejmowała 28 występów w 10 miastach Japonii.
2 października 2023 roku SM Entertainment ogłosiło, że Jungmin, który był nieobecny podczas wcześniejszych występów, opuszcza NCT z powodu problemów zdrowotnych. Zespół wydał swój przeddebiutancki singiel „Hands Up” 8 października, a ich oficjalny debiut został potwierdzony na 2024 rok.

### Od 2024: Debiut
17 stycznia SM Entertainment opublikowało zwiastun zatytułowany „NCT Wish: Wish for Our Wish” i potwierdziło, że NCT New Team zadebiutuje pod nazwą NCT Wish w lutym. Grupa zadebiutowała 28 lutego, wydając single album Wish wraz z japońską i koreańską wersją tytułowego singla. 21 dni po debiucie zdobyli swoje pierwsze zwycięstwo w programie muzycznym SBS M The Show.
21 lutego NCT Wish po raz pierwszy wykonali swój debiutancki singiel „Wish” podczas SMTOWN Live 2024 SMCU Palace w Tokio.
11 kwietnia NCT Wish ogłosili swoje pierwsze spotkanie z fanami pod tytułem NCT Wish: School of Wish, które odbędzie się czterokrotnie w Myunghwa Livehall w Seulu w dniach 25–26 maja. Bilety w przedsprzedaży wyprzedały się w ciągu 15 minut. Później dodano jeszcze pięć dat, co dało łącznie 14 spotkań w pięciu miastach.
3 maja NCT Wish wzięło udział i wykonało swoje utwory na GirlsAward, jednym z największych wydarzeń modowych w Japonii. 25 czerwca NCT Wish wydali swój drugi japoński singiel „Songbird”. Koreańska wersja singla została wydana 1 lipca jako główny utwór single album o tej samej nazwie.

## Członkowie
| Pseudonim | Prawdziwe imię                   | Kraj             | Data urodzenia    |
| --------- | -------------------------------- | ---------------- | ----------------- |
| Sion      | Oh Si-on (kor. 오시온)           | Korea Południowa | 11 maja 2002      |
| Riku      | Maeda Riku (jap. 前田 陸)        | Japonia          | 28 czerwca 2003   |
| Yushi     | Tokunō Yūshi (jap. 得能 勇志)    | Japonia          | 5 kwietnia 2004   |
| Jaehee    | Kim Dae-young (kor. 김대영)      | Korea Południowa | 21 czerwca 2005   |
| Ryo       | Hirose Ryō (jap. 廣瀬 遼)        | Japonia          | 4 sierpnia 2007   |
| Sakuya    | Fujinaga Sakuya (jap. 藤永 咲哉) | Japonia          | 18 listopada 2007 |

## Dyskografia

### Single

#### Single albumy
| Rok  | Dane dot. albumu                                                                          | Najwyższa pozycja | Sprzedaż        |
| Rok  | Dane dot. albumu                                                                          | KOR (Circle)      | Sprzedaż        |
| ---- | ----------------------------------------------------------------------------------------- | ----------------- | --------------- |
| 2024 | Wish - Wydany: 28 lutego 2024 - Wytwórnia: SM - Format: CD, digital download, streaming   | 1                 | - KOR: 414 522+ |
| 2024 | Songbird - Wydany: 1 lipca 2024 - Wytwórnia: SM - Format: CD, digital download, streaming | 1                 | - KOR: 424 341+ |

Single cyfrowe
| Rok                                                       | Tytuł      | Najwyższa pozycja | Najwyższa pozycja | Najwyższa pozycja | Najwyższa pozycja | Najwyższa pozycja | Sprzedaż      | Album     |
| Rok                                                       | Tytuł      | KOR               | KOR               | JPN               | JAP Comb.         | JAP Hot           | Sprzedaż      | Album     |
| Rok                                                       | Tytuł      | Circle            | Songs             | JPN               | JAP Comb.         | JAP Hot           | Sprzedaż      | Album     |
| Japońskie                                                 | Japońskie  | Japońskie         | Japońskie         | Japońskie         | Japońskie         | Japońskie         | Japońskie     | Japońskie |
| --------------------------------------------------------- | ---------- | ----------------- | ----------------- | ----------------- | ----------------- | ----------------- | ------------- | --------- |
| 2023                                                      | „Hands Up" | –                 | –                 | –                 | –                 | –                 | brak danych   | –         |
| 2024                                                      | „Wish"     | –                 | –                 | 3                 | 4                 | 3                 | - JPN: 69 009 | –         |
| 2024                                                      | „Songbird" | –                 | –                 | 3                 | 3                 | 4                 | - JPN: 79 715 | –         |
| Koreańskie                                                |            |                   |                   |                   |                   |                   |               |           |
| 2024                                                      | „Wish"     | –                 | –                 | –                 | –                 | –                 | brak danych   | Wish      |
| 2024                                                      | „Songbird" | 196               | –                 | –                 | –                 | –                 | brak danych   | Songbird  |
| „–” oznacza, że singiel nie był notowany na danej liście. |            |                   |                   |                   |                   |                   |               |           |